# Saxicola stejnegeri
La tarabilla de Stejneger (Saxicola stejnegeri) es una especie de ave paseriforme de la familia Muscicapidae propia del este de Asia.

## Distribución y hábitat
Es un pájaro migratorio que cría desde el este de Siberia y Mongolia oriental hasta Corea y Japón, y pasa el invierno en el sur de China e Indochina.